# Frieda Klein
Frieda Klein, geborene Luitjens (* 13. Oktober 1944 in Hage; † 10. August 1963 bei Gudersleben) war ein Todesopfer an der innerdeutschen Grenze.

## Leben
Frieda Luitjens war im August 1962 mit ihrem Verlobten Peter Klein aus Gelsenkirchen in die DDR übergesiedelt, da sie schwanger war und das Paar heiraten wollte. Da sie zu diesem Zeitpunkt die Volljährigkeit nach damaligem bundesdeutschem Recht noch nicht erreicht hatte, war eine Heirat in der Bundesrepublik Deutschland nicht möglich. In der DDR hingegen lag das Volljährigkeitsalter bei 18 Jahren. 
Kurz nach der Übersiedlung in die DDR heirateten Frieda und Peter Klein. Im September 1962 wurde ihr Kind geboren, starb jedoch im Alter von zwei Monaten. 
Das Ehepaar stellte einen Antrag auf Rücksiedlung in die Bundesrepublik. Nachdem dieser abgelehnt worden war, entschlossen sie sich zur Flucht. In der Nacht vom 9. zum 10. August 1963 näherten sie sich der Grenze und liefen am Morgen aus dem Wald auf die Grenze zu. Frieda Klein, die im siebenten Monat schwanger war, wurde dabei durch Schüsse schwer verletzt und starb auf dem Transport ins Krankenhaus.
Die Staatsanwaltschaft Erfurt stellte am 9. Mai 1995 die Ermittlungen gegen den Schützen ein, da nicht davon ausgegangen werden konnte, dass er mit Tötungsvorsatz auf die Flüchtlinge geschossen habe. Sein ehemaliger Postenführer verstarb, bevor die Anklage gegen ihn wegen Totschlags verhandelt werden konnte.

## Weblink und Quelle
- Biografie von Frieda Klein beim Forschungsverbund SED-Staat

| Personendaten    | Personendaten                                     |
| ---------------- | ------------------------------------------------- |
| NAME             | Klein, Frieda                                     |
| KURZBESCHREIBUNG | deutsches Todesopfer an der innerdeutschen Grenze |
| GEBURTSDATUM     | 13. Oktober 1944                                  |
| GEBURTSORT       | Hage                                              |
| STERBEDATUM      | 10. August 1963                                   |
| STERBEORT        | bei Gudersleben                                   |